# Большаков Володимир Іванович
Володи́мир Іва́нович Большако́в (*13 травня 1946) — український учений-матеріалознавець та організатор освіти. Доктор технічних наук, професор. Академік АН ВШ України з 1995 р.

## Біографія
Народився в Дніпропетровську. Закінчив Дніпропетровський металургійний інститут (1969). Кандидат технічних наук (1973), доктор технічних наук (1985), професор (1987). З 1973 р. працює в Придніпровській державній академії будівництва та архітектури (1987-2018 — ректор).
Створив відому наукову школу в галузі фізичного металознавства будівельних сталей підвищеної та високої міцності.

## Наукова діяльність
Автор понад 1000 наукових праць, зокрема більш як 50 монографій та навчальних посібників. Отримав 126 патентів і 19 авторських свідоцтв. Підготував 13 кандидатів та 6 докторів наук.
Дійсний член Академії будівництва України, Міжнародної інженерної академії (Москва), Академії інженерних наук України, Товариства чорної металургії США та Канади, Інституту матеріалів (Англія), Європейського товариства математиків та механіків (Німеччина), Товариства мостів та конструкцій (Швейцарія), Інституту гірничих, металургійних та нафтових інженерів (Канада).

## Звання і нагороди
- Лауреат Державної премії України в галузі науки і техніки (1999).
- Заслужений діяч науки та техніки України (1992).
- Нагороджений Почесною грамотою Верховної Ради України «За особливі заслуги перед Українським народом» (2003).
- Кавалер ордена уряду Франції «Пальмова гілка» ІІ ступеня (1994)
- Кавалер ордена «За заслуги» ІІІ ступеня (2000).
- Нагороджений численними відзнаками національних та міжнародних наукових товариств.
- Лауреат Нагороди Ярослава Мудрого АН ВШ України (2002).